# Teichl (Gemeinde Metnitz)
Teichl (früher: Teuchl, gelegentlich auch Teichel) ist eine Ortschaft in der Kärntner Marktgemeinde Metnitz mit 161 Einwohnern (Stand 1. Jänner 2024). Die Ortschaft liegt zur Gänze auf dem Gebiet der Katastralgemeinde Metnitz Land.

## Lage
Die Ortschaft liegt in der Teichl, dem Tal des Teichlbachs – eines linken Nebenflusses des Metnitzbachs –, das vom Gemeindehauptort Metnitz nach Norden in die Metnitzer Berge führt.

## Geschichte
Auf dem Gebiet der Steuergemeinde Metnitz-Land liegend, gehörte der Ort in der ersten Hälfte des 19. Jahrhunderts zum Steuerbezirk Grades. Bei Gründung der politischen Gemeinden im Zuge der Reformen nach der Revolution 1848/49 kam Teichl an die Gemeinde Metnitz und somit an den Bezirk Sankt Veit an der Glan.

## Bevölkerungsentwicklung
Für die Ortschaft zählte man folgende Einwohnerzahlen:
- 1869: 41 Häuser, 293 Einwohner[2]
- 1880: 45 Häuser, 294 Einwohner[3]
- 1890: 42 Häuser, 274 Einwohner[4]
- 1900: 41 Häuser, 280 Einwohner[5]
- 1910: 42 Häuser, 246 Einwohner[6]
- 1961: 35 Häuser, 195 Einwohner (davon die Streusiedlung Teuchl 29 Häuser, 187 Einwohner; 1 Jagdhaus mit 0 Einwohnern; Alm mit 5 Häusern und 8 Einwohnern)[7]
- 1991: 160 Einwohner[8]
- 2001: 47 Gebäude, 182 Einwohner[9]
- 2011: 57 Gebäude, 176 Einwohner[10]
- 2021: 59 Gebäude, 160 Einwohner, 48 Haushalte, 19 Arbeitsstätten[11]

## Ortschaftsbestandteile
Zur Ortschaft gehören die Einzelhöfe Bacher, Draxl, Geier, Hinterer Leitner, Jaming, Kauder, Lagan, Mayer, Mayerhofer, Ober-Dörfler, Oberer Nieperl, Ofner, Ruß, Schober, Senger, Stampfer, Unter-Dörfler, Unterer Nieperl und Winkler sowie das Ferienheim Weirerhube.